# As Aventuras Extraordinárias de Adèle Blanc-Sec
As Aventuras Extraordinárias de Adèle Blanc-Sec é uma série criada pelo autor Jacques Tardi. Tem a particularidade de ser uma das poucas colecções de banda desenhada que apresentam como herói principal uma personagem feminina: Adèle Blanc-Sec.
A acção das história decorre em Paris nos anos que antecedem a Primeira Guerra Mundial, ou logo nos anos imediatos.
Em Portugal a série começou a ser editada pela Livraria Bertrand, em 1978, sendo actualmente da responsabilidade das Edições Asa. A colecção não se encontra traduzida na íntegra.

## Sinopse
A personagem central da série é Adèle Blanc-Sec, exceptuando no álbum O Segredo da Salamandra, em que a sua presença é passiva.
As suas aventuras desenrolam-se entre 1911 e 1922. No entanto Adèle “desaparece” entre 1913 e 11 de Novembro de 1918, não assistindo à I grande Guerra Mundial de 1914-1918. O conjunto das suas aventuras decorre em Paris, ou nas proximidades desta cidade.
Adèle Blanc-Sec parece estar sempre envolvida em apuros, confrontando-se com o ódio dos seus contemporâneos. Apesar de vigiada pela polícia ela escapa-se graças às revelações que poderá vir a fazer acerca de assuntos escondidos. Ela é permanentemente a vítima de sábios mais, ou menos, loucos e megalómanos e de polícias idiotas ou violentos.
É necessário salientar que ela é detentora de uma curiosidade permanente, jamais resistindo a um encontro, mesmo que muito suspeito. A sua simples presença parece provocar a aparição de monstros vindos da pré-história, de seitas que atravessaram a história e, de uma forma geral, de personagens que ilustram a loucura humana.
Adèle Blanc-Sec é ferida diversas vezes e chega mesmo a ser assassinada, mas regressa à vida através de métodos científicos. Ela escapa-se frequentemente de atentados, cada um mais insano que o outro.

## Álbuns

### Em português
- Adèle e o Monstro[1]
- O Demónio da Torre Eiffel[2]
- O Sábio Louco[3]
- Múmias Loucas[4]
- O Segredo da Salamandra[5]

### Em francês
1.         1976: Adèle et la Bête
2.         1976: Le Démon de la Tour Eiffel
3.         1977: Le Savant Fou
4.         1978: Momies en Folie
5.         1981: Le Secret de la Salamandre
6.         1985: Le Noyé à Deux Têtes
7.         1994: Tous des Monstres!
8.         1998: Le Mystère des Profondeurs
9.         2007: Le Labyrinthe Infernal

### Títulos de álbuns que se desenvolvem no mesmo universo
- O Demónio dos Gelos[15]: Algumas das personagens surgem em Múmias Loucas[16]; o próprio livro é citado em Tous des Monstres![12]
- Adieu Brindavoine[17] seguido de La Fleur au Fusil[18]: A personagem de Brindavoine, que se tornará herói da série Adèle Blanc-Sec.